# North Greenwich metróállomás
A North Greenwich a londoni metró egyik állomása a 2-es és 3-as zóna határán, a Jubilee line érinti.

## Története
Az állomást 1999. május 14-én adták át a Jubilee line részeként.

## Forgalom
| Járat | Útvonal | Gyakoriság     |
| ----- | --- | -------------- |
|       | Stanmore – Canons Park – Queensbury – Kingsbury – Wembley Park – Neasden – Dollis Hill – Willesden Green – Kilburn – West Hampstead – Finchley Road – Swiss Cottage – St. John’s Wood – Baker Street – Bond Street – Green Park – Westminster – Waterloo – Southwark – London Bridge – Bermondsey – Canada Water – Canary Wharf – North Greenwich – Canning Town – West Ham – Stratford | 2-4 percenként |

## Átszállási kapcsolatok
| Állomás         | Átszállási kapcsolatok                                                                                        |
| --------------- | --- |
| North Greenwich | Helyi buszok (North Greenwich Station) Hajó (RB1, RB1X, RB5) Emirates Air Line (Emirates Greenwich Peninsula) |

## Fordítás
- Ez a szócikk részben vagy egészben  a   North Greenwich tube station című angol Wikipédia-szócikk fordításán alapul.  Az eredeti cikk szerkesztőit annak laptörténete sorolja fel. Ez a jelzés csupán a megfogalmazás eredetét és a szerzői jogokat jelzi, nem szolgál a cikkben szereplő információk forrásmegjelöléseként.